# Merged catalogue of reflection nebulae

La nube Lupus 3, parte della Nube del Lupo, è un oggetto identificato nel catalogo di Bernes come Be 149; possiede anche il numero 652 del Merged catalogue of reflection nebulae.

In astronomia, il Merged catalogue of reflection nebulae è un catalogo astronomico edito nel 2003 che conta 913 nebulose a riflessione distribuite su tutta la volta celeste; esso intende essere un catalogo uniforme di tutte le nebulose a riflessione conosciute e racchiude in esso tutti i cataloghi precedentemente stilati, fra i quali il Catalogo van den Bergh, il Catalogo van den Bergh - Herbst e il Catalogo Bernes.
Nelle carte celesti, per gli oggetti di questo catalogo non viene utilizzata alcuna sigla, in quanto si tende a indicare il numero dei cataloghi precedenti, come il Catalogo Van den Bergh, il Catalogo di Messier (M), il New General Catalogue (NGC) o l'Index Catalogue (IC). Nelle pubblicazioni, la sigla utilizzata per designare oggetti di questo catalogo è [M2003] o MCRN seguita dal numero dell'oggetto preso in esame.
Le nebulose di questo catalogo più vicine a noi si trovano lungo la Cintura di Gould, mentre le più lontane si trovano sul piano galattico o in bracci di spirale adiacenti al nostro; molte appaiono in associazione a nebulose oscure, di cui costituiscono una porzione illuminata da qualche stella vicina. Il catalogo riporta anche, dove presente, il numero della sorgente IRAS eventualmente associata alle singole nebulose.